# Tauwhare Falls (Bay of Plenty)
Die Tauwhare Falls sind ein Wasserfall bislang nicht ermittelter Fallhöhe im Gebiet des Te Urewera der Region Bay of Plenty auf der Nordinsel Neuseelands. Er liegt im Lauf des Mangaorongo Stream, der in nordwestlicher Fließrichtung bei der Ortschaft Ruatahuna in den Oberlauf des Whakatāne River mündet.